# اورلی کلودل
اورلی کلودل (فرانسوی: Aurélie Claudel‎؛ زادهٔ ۷ اوت ۱۹۸۰) مدل و بازیگر اهل فرانسه است.
از فیلم‌ها یا مجموعه‌های تلویزیونی که وی در آن‌ها نقش داشته است، می‌توان به ژیگولوی رو به زوال و به نیویورک خوش آمدید اشاره نمود.